# Reisjärvi
Reisjärvi là một đô thị của Phần Lan.
Đô thị này nằm ở tỉnh Oulu trong vùng Bắc Ostrobothnia. Đô thị này có dân số 3.162 (2003) với diện tích là 502,33 km² trong đó có 25,52 km² là diện tích mặt nước. Mật độ dân số là 6,6 người trên mỗi km².
Đô thị này chỉ sử dụng tiếng Phần Lan.
Các làng: Keskusta (the center), Hylkiranta, Järvikylä, Kalaja, Kangaskylä, Kinnulanranta, Kiljanranta, Köyhänperä, Leppälahti, Levonperä, Lokkiperä, Metsäperä, Mäntyperä, Räisälänmäki.
Reisjärvi có nhiều hồ, sông nhỏ, mỏm đá và đầm lầy. 